# 劉兆麒
劉兆麒（1629年11月4日—1708年7月2日），字瑞圖，順天府寶坻縣（今天津市宝坻区）人，历官四川总督、浙江总督、福建总督。入漢軍籍。

## 生平
清崇德七年（明崇禎十五年，1642年）官學生。順治七年（1650年）授秘書院編修。順治七年（1650年）授督察院启心郎。順治十八年（1661年）升都察院左副都御史，同年外任湖廣巡撫。康熙七年（1668年），升四川總督。次年改福建总督。康熙九年（1670年），任浙江總督，进光禄大夫，兼理粮饷，挂兵部尚书兼都察院右副都御史衔，从一品。康熙十三年（1674年），三藩亂起，授直隶援剿提督。次年改崇明水師提督。康熙二十三年（1684年）至康熙三十年（1691年），任黑龙江管船炮水手总管，率领水师参与雅克萨战役。康熙三十年（1691年），退休还乡。康熙三十六年（1697年），以退休大臣身份监修北运河工程，完工后，恢复其总督、兵部尚书、从一品的官衔以为荣誉。

## 家族
兄劉兆麟，順治辛丑科武進士。兄弟并入鄉賢。乾隆《寶坻縣誌》有二人合傳。

## 外部連結
- 劉兆麒 （页面存档备份，存于） 中研院史語所